# Тасманијска препелица
Тасманијска препелица (лат. Coturnix ypsilophora) је аустралазијска препелица из породице фазанки.

## Распрострањеност и станиште
Распрострањена је у пољопривредним подручјима, влажним густим травњацима, слатководним мочварним подручјима и рубовима отворених шума, а може се чак срести и уз путеве. Живи на Новој Гвинеји, Малим сундским острвима, северној, источној, југоисточној и југозападној Аустралији и Тасманији, иако је нема у безводним крајевима. Насељена је на Фиџи и Новом Зеланду.

## Изглед
Дуга је 17-20 центиметара, а тешка је 65-140 грама. Боја јој варира, од црвено-смеђе до сиво-смеђе с финим белим пругама. Шареница ока је црвена до жута, кљун црн, а ноге и стопала наранџасто-жуте боје. У Тасманији, ова препелица је тамнија и већа него копнене птице, те има бледо жуту шареницу. Женка ове птице је већа од мужјака. Пилићи слично изгледају као одрасла женка, само имају тамносмеђе очи.

## Понашање
Храни се у јутарњим сатима или навечер на тлу, углавном разним семеном или инсектима
Coturnix ypsilophora гради добро скривено гнездо у удубљењима у тлу, које је обложено травом и скривено у дебелој трави или висећој вегетацији, недалеко од воде. И мужјак и женка леже на јаја. У гнезду се налази седам до десет јаја, а инкубација траје две недеље. Пилићи напуштају гнездо брзо након што се излегну, перје добијају након 10-12 недеље старости.